# Malý Stožec
Malý Stožec (německy Kleiner Schöber) je výrazný znělcový hřbet s vrcholem ve výši 659 m v Lužických horách, 1,5 km na jz. od Jedlové, táhnoucí se ve směru na jihozápad - severovýchod od Jedlové.

## Popis
Skalnatý vrcholek tvoří obnažená znělcová stěna s náznakem nepravidelné sloupcovité odlučnosti, je šikmá a k jihovýchodu vytváří převisy.
V boku vrcholové skály se nachází šikmá puklina známa jako jeskyně Komora. Původní název byl Komora Fridolína Raucha, který zde pobýval.
Z nejvyššího skaliska je při dobré viditelnosti pohled na Chřibskou přehradu. Vrcholové skály jsou zarostlé stromy, omezující výhledy vyjma na nedalekou Jedlovou. Hřbet táhnoucí se směrem k Jedlové je hlavním rozvodím mezi Baltským a Severním mořem.

Při pohledu od SZ profil hory připomíná lidský obličej, proto je někdy nazývána jako Obličejová hora nebo Obří hora.

## Přístup
Sedlem mezi Malým Stožcem a Jedlovou vede žlutě značená turistická cesta z Chřibské k železniční zastávce Jedlová (trať 081). Z sedla ve výšce 565 m je vytyčena žlutě značená vrcholová odbočka až na nejvyšší vrcholová skaliska. V horní části prochází strmým suťovým polem.

## Galerie

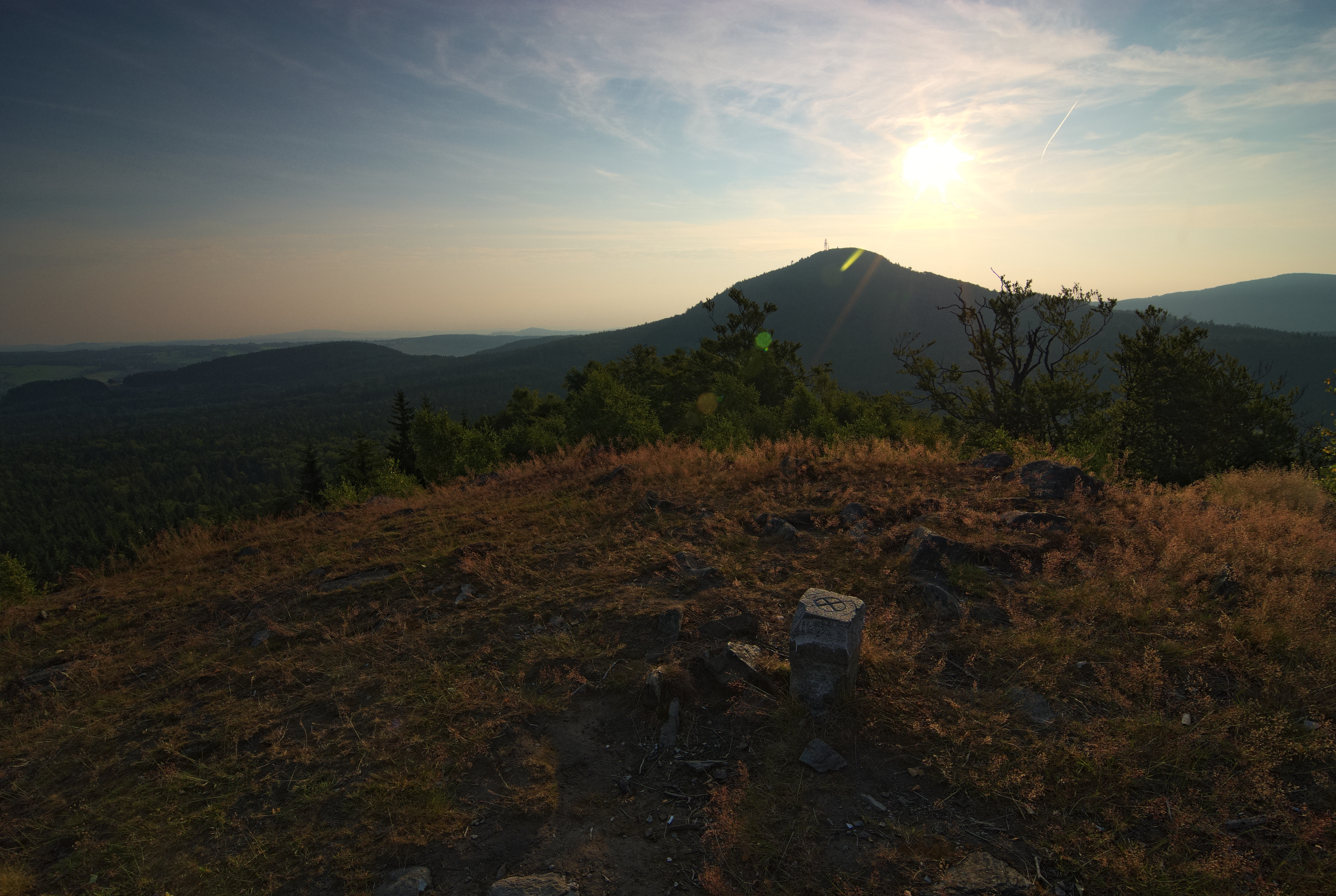
Malý Stožec - pohled na Jedlovou
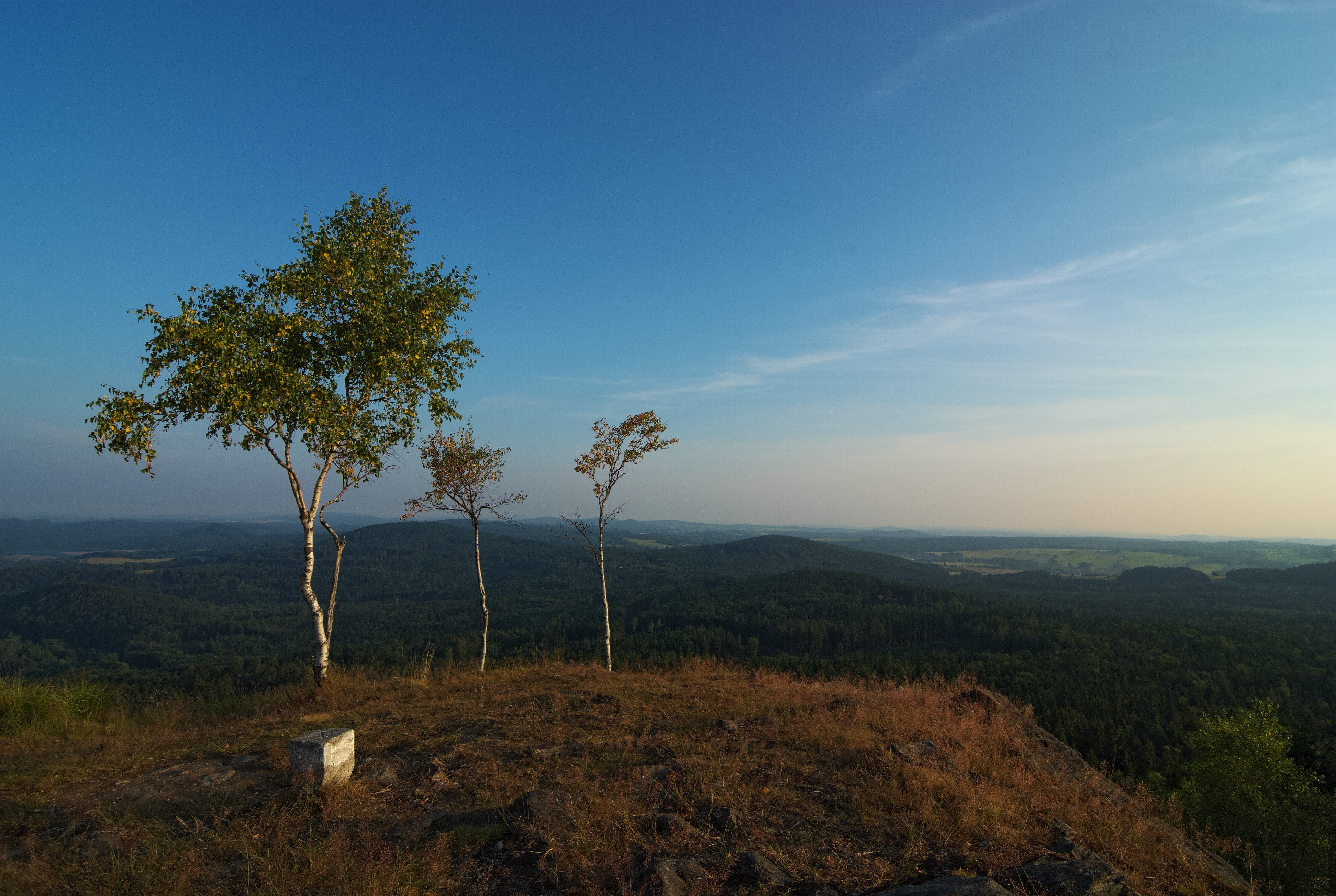
Vrchol Malého Stožce
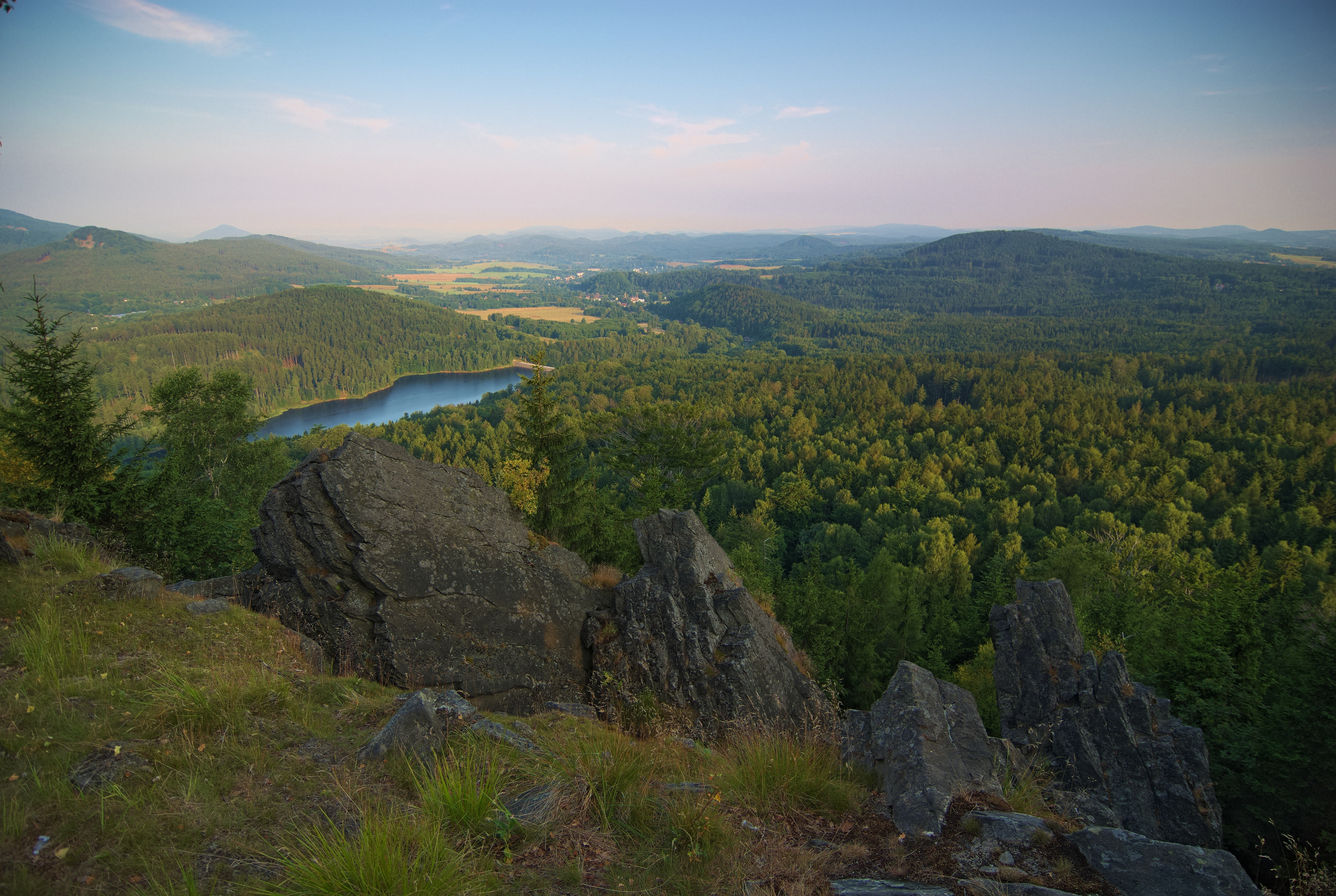
Malý Stožec - pohled na Chřibskou nádrž
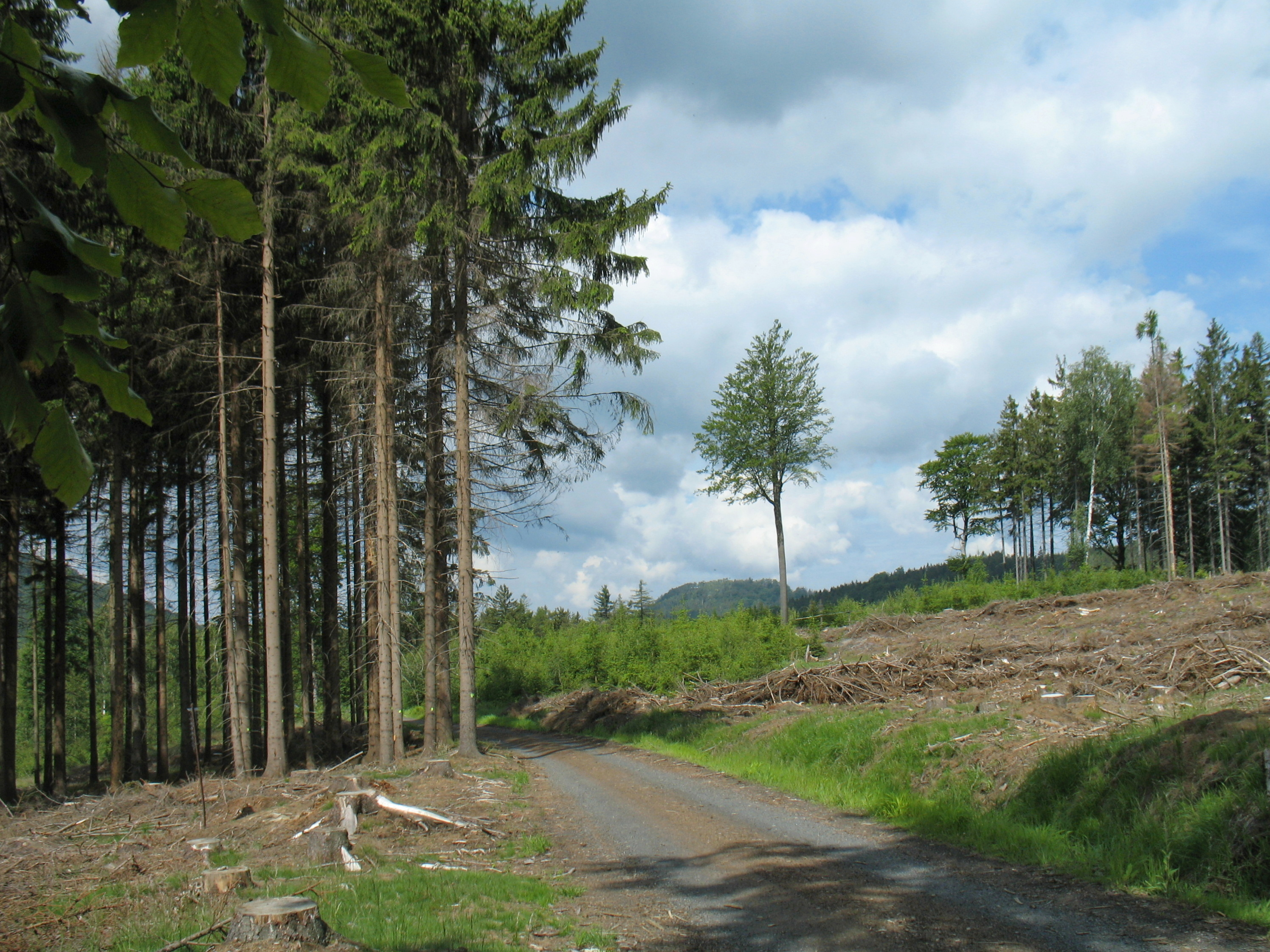
Malý Stožec od cesty u nádraží Jedlová